# Campeonato Mundial de Voleibol Femenino Sub-20 de 2017
El Campeonato Mundial de Voleibol Femenino Sub-20 de 2017 fue la XIX edición del torneo mundial de selecciones nacionales femeninas categoría sub-20 de la Federación Internacional de Voleibol (FIVB), se llevó a cabo del 14 al 23 de julio de 2017 en México.
El certamen es organizado por la Federación Mexicana de Voleibol (FMVB) bajo la supervisión de la FIVB.

## Proceso de clasificación
En diciembre de 2013 la FIVB determinó las plazas de clasificación para los campeonatos mundiales de categorías base de los años 2015 y 2017. Los 16 cupos para el campeonato mundial sub-20 quedaron repartidos de la siguiente manera:
- Confederación Asiática de Voleibol (AVC): 2 cupos
- Confederación Africana de Voleibol (CAVB): 2 cupos
- Confederación Europea de Voleibol (CEV): 2 cupos
- Confederación Sudamericana de Voleibol (CSV): 2 cupos
- Confederación de Norteamérica, Centroamérica y el Caribe de Voleibol (NORCECA): 2 cupos
- Anfitrión: 1 cupo
- Ranking FIVB sub-20: 5 cupos

La Confederación Africana de Voleibol perdió una plaza por haber disputado su torneo continental solo con 2 equipos, lo cual va en contra de las bases de la FIVB que establecen que en cada torneo continental deben participar por lo menos el 50% de los países de la región u 8 países como mínimo para mantener sus cupos, como consecuencia, este cupo pasó a la bolsa de la clasificación mediante el ranking FIVB de la categoría.
La Norceca y la CSV repartieron un cupo cada uno en sus respectivos campeonatos sub-20, las plazas restantes se otorgaron en la Copa Panamericana de Voleibol Femenino Sub-20 de 2017. En este torneo, organizado por la Unión Panamericana de Voleibol, 4 selecciones de Norceca (Costa Rica, Cuba, Estados Unidos y Puerto Rico) y cuatro selecciones de la CSV (Argentina, Chile, Perú y Uruguay) se disputaron una plaza por cada confederación. Finalmente fueron Estados Unidos, por parte de la Norceca, y Argentina, por parte de la CSV, las selecciones la que se hicieron con la clasificación para el campeonato mundial.
| Confederación | Vía de Clasificación                                        | Fecha                                | Sede                                 | Cupos | Clasificados                             |  |
| ------------- | ----------------------------------------------------------- | ------------------------------------ | ------------------------------------ | ----- | ---------------------------------------- |  |
| FIVB          | Anfitrión                                                   | 2 de febrero de 2016                 | Lausana, Suiza                       | 1     | México                                   |  |
| FIVB          | Ranking Mundial FIVB Sub-20 (vigente al 1 de enero de 2017) | Enero de 2017                        | Lausana, Suiza                       | 6     | Italia Serbia Perú Turquía Cuba Bulgaria |  |
| AVC           | Campeonato Asiático de Voleibol Femenino Sub-19 de 2016     | Del 23 al 31 de julio de 2016        | Nakhon Ratchasima, Tailandia         | 2     | China Japón                              |  |
| CAVB          | Campeonato Africano de Voleibol Femenino Sub-20 de 2017     | Del 28 al 29 de enero de 2017        | El Cairo, Egipto                     | 1     | Egipto                                   |  |
| CEV           | Torneo europeo de clasificación                             | Del 5 de enero al 21 de mayo de 2017 | Wieliczka, Polonia Turgutlu, Turquía | 2     | Polonia Rusia                            |  |
| CSV           | Campeonato Sudamericano de Voleibol Femenino Sub-20 de 2016 | Del 26 al 30 de octubre de 2016      | Uberaba, Brasil                      | 1     | Brasil                                   |  |
| CSV           | Copa Panamericana de Voleibol Femenino Sub-20 de 2017       | Del 8 al 13 de mayo de 2017          | San José, Costa Rica                 | 1     | Argentina                                |  |
| NORCECA       | Copa Panamericana de Voleibol Femenino Sub-20 de 2017       | Del 8 al 13 de mayo de 2017          | San José, Costa Rica                 | 1     | Estados Unidos                           |  |
| NORCECA       | Campeonato NORCECA de Voleibol Femenino Sub-20 de 2016      | Del 26 al 31 de julio de 2016        | Fort Lauderdale, Estados Unidos      | 1     | República Dominicana                     |  |
| Total         | Total                                                       | Total                                | Total                                | 16    |                                          |  |

## Organización

### País anfitrión y municipios sedes
| Córdoba | Boca del Río                 |
| --- | ---------------------------- |
| Arena Córdoba | Arena Veracruz               |
| Capacidad: 1500 espectadores                                                                                            | Capacidad: 1600 espectadores |
| |                              |
| Boca del RíoCórdobaCórdoba y Boca del Río, municipios sedes del Campeonato Mundial de Voleibol Femenino Sub-20 de 2017. |                              |

En febrero de 2016 la FIVB anunció a México como el país anfitrión del torneo con los municipios de Boca del Río y Córdoba, pertenecientes al estado de Veracruz, como los municipios sede. México repite por tercera vez ser sede de un Campeonato Mundial de Voleibol Femenino Sub-20 luego de haber organizado los torneos de los años 1981 y 2009
En cuanto a los municipios, Córdoba y Boca del Río abergarán por primera vez de un evento FIVB en cualquiera de sus categorías. El antecedente más reciente en relación con la organización de eventos deportivos fue la realización de los XXII Juegos Centroamericanos y del Caribe Veracruz 2014 en donde ambos municipios fueron subsedes.

#### Recintos
A inicios de febrero de 2017 se oficializaron a la Arena Córdoba y la Arena Veracruz, en el municipio de Boca del Río, como los recintos donde se desarrollarán los partidos. El anuncio se dio tras la firma de un convenio entre las autoridades de Córdoba y Boca del Río con representantes de la Federación Internacional de Voleibol (FIVB), la Federación Mexicana de Voleibol (FMVB) y el Instituto Veracruzano del Deporte (IVD).

### Formato de competición
El torneo se desarrolla dividido en tres rondas.
En la primera ronda las 16 selecciones fueron repartidas en 4 grupos de 4 equipos, en cada grupo se jugó con un sistema de todos contra todos y los equipos fueron clasificados de acuerdo a los siguientes criterios:
1. Partidos ganados.
2. Puntos obtenidos, los cuales son otorgados de la siguiente manera:
  - Partido con resultado final 3-0 o 3-1: 3 puntos al ganador y 0 puntos al perdedor.
  - Partido con resultado final 3-2: 3 puntos al ganador y 1 punto al perdedor.
3. Proporción entre los sets ganados y los sets perdidos (Sets ratio).
4. Proporción entre los puntos ganados y los puntos perdidos (Puntos ratio).
5. Si el empate en puntos ratio persiste entre dos equipos se le da prioridad al equipo que haya ganado el último partido entre los equipos implicados.
6. Si el empate en puntos ratio es entre tres o más equipos se elabora una nueva clasificación tomando en consideración solo los partidos jugados entre los equipos implicados.

Al finalizar los partidos de la primera ronda y de acuerdo a la ubicación obtenida en su respectivo grupo cada una de las 16 selecciones pasaron a conformar uno de los cuatro grupos de la siguiente ronda. 
En la segunda ronda, los dos primeros lugares de cada grupo en la primera ronda fueron distribuidos en dos grupos (E y F) de cuatro equipos, por otro lado, los dos últimos lugares de cada grupo de la primera fase también fueron distribuidos en dos grupos (G y H) de cuatro equipos. Los cuatro grupos de la segunda ronda se jugaron con el mismo sistema de la fase anterior y los equipos fueron clasificados bajo los mismos criterios.
La distribución de los equipos en los grupos de la segunda ronda fue de la siguiente manera:
- Grupo E: 1.° del grupo A, 2.° del grupo B, 1.° del grupo C y 2.° del grupo D
- Grupo F: 1.° del grupo B, 2.° del grupo A, 1.° del grupo D y 2.° del grupo C
- Grupo G: 3.° del grupo A, 4.° del grupo B, 3.° del grupo C y 4.° del grupo D
- Grupo H: 3.° del grupo B, 4.° del grupo A, 3.° del grupo D y 4.° del grupo C

Al finalizar los partidos de la segunda ronda y de acuerdo a la ubicación obtenida en su respectivo grupo los equipos de los grupos G y H pasaron a disputar los partidos de clasificación del noveno al decimosexto lugar mientras que los equipos de los grupos E y F disputaron los partidos de clasificación del primer al octavo lugar en la siguiente ronda.
En la ronda final los dos últimos lugares de los grupos G y H disputaron los play-offs para definir los puestos 13.° al 16.° y los primeros lugares de ambos grupos para determinar los puestos 9.° al 12°. Los dos últimos lugares de los grupos E y F disputaron los play-offs para definir los puestos 5.° al 8.°, finalmente, los primeros dos lugares de los grupos E y F definieron los puestos 1.° al 4.° mediante play-offs consistentes en semifinales con los perdedores jugando el partido por el tercer lugar y los ganadores disputando la final, partido en el cual se determina al campeón del torneo.
Todos los play-offs de clasificación se jugaron bajo el mismo sistema usado en la definición de los primeros cuatro puestos.

## Equipos participantes
Dieciséis asociaciones nacionales de voleibol afiliadas a la FIVB representadas por sus selecciones femeninas categoría sub-20 participarán en el torneo. Estarán presentes 6 de los 8 campeones que, hasta esta edición, tiene el mundial femenino sub-20, Alemania y Corea del Sur son los excampeones que no lograron su clasificación. Además no habrá ninguna selección debutante. 
| Equipo               | Vía de clasificación                                                                            | Fecha de clasificación | Participaciones anteriores                                                                                      | Mejor participación                          |
| -------------------- | ----------------------------------------------------------------------------------------------- | ---------------------- | --- | -------------------------------------------- |
| México               | Anfitrión                                                                                       | 2 de febrero de 2016   | 9 (1977, 1981, 1985, 1989, 1993, 1999, 2009, 2013, 2015)                                                        | 4.º (1981)                                   |
| Japón                | Finalistas en el Campeonato Asiático de Voleibol Femenino Sub-19 de 2016                        | 30 de julio de 2016    | 15 (1977, 1981, 1985, 1987, 1989, 1991, 1993, 1995, 1997, 1999, 2005, 2007, 2011, 2013, 2015)                   | Subcampeón (1985, 2013)                      |
| China                | Finalistas en el Campeonato Asiático de Voleibol Femenino Sub-19 de 2016                        | 30 de julio de 2016    | 18 (1977, 1981, 1985, 1987, 1989, 1991, 1993, 1995, 1997, 1999, 2001, 2003, 2005, 2007, 2009, 2011, 2013, 2015) | Campeón (1995, 2013)                         |
| República Dominicana | Ganador del Campeonato NORCECA de Voleibol Femenino Sub-20 de 2016                              | 31 de julio de 2016    | 9 (1995, 1997, 2001, 2005, 2007, 2009, 2011, 2013, 2015)                                                        | Campeón (2015)                               |
| Brasil               | Ganador del Campeonato Sudamericano de Voleibol Femenino Sub-20 de 2016                         | 30 de octubre de 2016  | 18 (1977, 1981, 1985, 1987, 1989, 1991, 1993, 1995, 1997, 1999, 2001, 2003, 2005, 2007, 2009, 2011, 2013, 2015) | Campeón (1987, 1989, 2001, 2003, 2005, 2007) |
| Italia               | Equipos no clasificados mejor ubicados en el Ranking FIVB Sub-20                                | Noviembre de 2016      | 13 (1985, 1989, 1991, 1993, 1995, 1997, 1999, 2001, 2005, 2007, 2011, 2013, 2015)                               | Campeón (2011)                               |
| Serbia               | Equipos no clasificados mejor ubicados en el Ranking FIVB Sub-20                                | Noviembre de 2016      | 61 (1997, 1999, 2005, 2011, 2013, 2015)                                                                         | Subcampeón (2005)                            |
| Egipto               | Campeón CAVB Sub-20 de 2017                                                                     | 29 de enero de 2017    | 5 (2005, 2007, 2011, 2013, 2015)                                                                                | 11.º (2005)                                  |
| Perú                 | Equipos no clasificados mejor ubicados en el Ranking FIVB Sub-20                                | 11 de mayo de 2017     | 11 (1977, 1981, 1985, 1987, 1989, 1991, 1993, 1995, 2011, 2013, 2015)                                           | Subcampeón (1981)                            |
| Argentina            | Mejores equipos de la CSV y NORCECA en la Copa Panamericana de Voleibol Femenino Sub-20 de 2017 | 11 de mayo de 2017     | 9 (1977, 1981, 1987, 1989, 1991, 1993, 1997, 1999, 2001)                                                        | 7.º (2001)                                   |
| Estados Unidos       | Mejores equipos de la CSV y NORCECA en la Copa Panamericana de Voleibol Femenino Sub-20 de 2017 | 12 de mayo de 2017     | 8 (1977, 1999, 2001, 2005, 2007, 2009, 2011, 2013)                                                              | 4.º (2007, 2011)                             |
| Polonia              | Ganador del grupo E del Torneo europeo de clasificación                                         | 21 de mayo de 2017     | 8 (1991, 1995, 1997, 1999, 2001, 2003, 2009, 2011)                                                              | 3.º (2003)                                   |
| Rusia                | Ganador del grupo F del Torneo europeo de clasificación                                         | 21 de mayo de 2017     | 14 (1977, 1981, 1985, 1987, 1989, 1991, 1995, 1997, 1999, 2003, 2005, 2011, 2013, 2015)                         | Campeón (1991, 1997, 1999)                   |
| Bulgaria             | Equipos no clasificados mejor ubicados en el Ranking FIVB Sub-20                                | Mayo de 2017           | 6 (1985, 1987, 1991, 2009, 2013, 2015                                                                           | 4.º (2009)                                   |
| Cuba                 | Equipos no clasificados mejor ubicados en el Ranking FIVB Sub-20                                | Mayo de 2017           | 12 (1981, 1985, 1989, 1991, 1993, 1995, 1997, 2001, 2003, 2009, 2011, 2015)                                     | Campeón (1995, 1993)                         |
| Turquía              | Equipos no clasificados mejor ubicados en el Ranking FIVB Sub-20                                | Mayo de 2017           | 7 (1999, 2001, 2003, 2005, 2009, 2013, 2015)                                                                    | 5.º (2013)                                   |

## Conformación de los grupos
El sorteo para la conformación de los grupos se llevará a cabo el 8 de junio de 2017 a las 11:00 hora local (UTC-5) en los Salones Olmeca del World Trade Center Veracruz. De las 16 selecciones participantes 8 fueron directamente asignadas como cabezas de serie de los 4 grupos, México, por su condición de anfitrión, y las siete selecciones mejor ubicadas en el ranking FIVB sub-20 vigente al 1 de enero de 2017 fueron ubicadas en las primeras dos líneas de los grupos mediante el uso del sistema serpentín del grupo A al D y del D al A. Las 8 selecciones restantes fueron las que estuvieron involucradas en el sorteo, para esto se las distribuyeron en 2 bombos de acuerdo a su ubicación en el ranking FIVB sub-20 citado anteriormente.
Entre paréntesis se indica el puesto de cada selección en el ranking FIVB sub-20 tomado en consideración.
| Cabezas de serie | 2.ª Cabezas de serie | 1.ª Serie de sorteo                         | 2.ª Serie de sorteo                                           |
| --- | --- | ------------------------------------------- | ------------------------------------------------------------- |
| México asignado al grupo A (13) Rep. Dominicana asignado al grupo B (1) Brasil asignado al grupo C (2) Japón asignado al grupo D (3) | Italia asignado al grupo D (4) Serbia asignado al grupo C (5) Perú asignado al grupo B (6) Rusia asignado al grupo A (7) | China (8) Turquía (9) Egipto (10) Cuba (11) | Bulgaria (11) Estados Unidos (15) Argentina (15) Polonia (42) |

El procedimiento del sorteo fue el siguiente:
- Luego de anunciadas y repartidas las cabezas de serie se procedió a sortear a los equipos del bombo 1 que fueron asignados a la tercera línea de los grupos.
- El grupo al que pertenecerían las selecciones sorteadas del bombo uno se definió mediante el sorteo de un cuarto bombo que contenía las letras A, B, C y D, cada equipo sorteado fue asignado al grupo de la letra sorteada inmediatamente después.
- El mismo procedimiento de sorteo del bombo uno se aplicó para sortear los equipos del bombo 2, con los equipos asignados a la cuarta línea de los grupos.

Una vez culminado el sorteo, y para efectos de la elaboración del calendario de la competencia, México decidió ubicarse en la segunda línea del grupo A intercambiando posiciones con Rusia, con lo cual los grupos quedaron conformados de la siguiente manera:
| Grupo A                                  | Grupo B                                 | Grupo C                           | Grupo D                        |
| ---------------------------------------- | --------------------------------------- | --------------------------------- | ------------------------------ |
| Rusia México (Anfitrión) Egipto Bulgaria | República Dominicana Perú China Polonia | Brasil Serbia Cuba Estados Unidos | Japón Italia Turquía Argentina |

## Resultados
- Las horas indicadas corresponden al huso horario local de Boca de Río y Córdoba (Horario de verano del Tiempo del centro – CDT): UTC-5.

### Primera ronda
– Clasificado a la Segunda ronda-Grupo E.      – Clasificado a la Segunda ronda-Grupo F.      – Clasificado a la Segunda ronda-Grupo G.      – Clasificado a la Segunda ronda-Grupo H.

#### Grupo A
- Sede: Arena Córdoba, Córdoba.

|      |          | Partidos | Partidos | Partidos |      | Sets | Sets | Sets  | Puntos | Puntos | Puntos |
| Pos. | Equipo   | PJ       | PG       | PP       | Pts. | SG   | SP   | Ratio | PG     | PP     | Ratio  |
| ---- | -------- | -------- | -------- | -------- | ---- | ---- | ---- | ----- | ------ | ------ | ------ |
| 1    | Rusia    | 3        | 3        | 0        | 9    | 9    | 2    | 4.500 | 272    | 189    | 1.439  |
| 2    | Bulgaria | 3        | 2        | 1        | 5    | 7    | 5    | 1.400 | 252    | 257    | 0.980  |
| 3    | México   | 3        | 1        | 2        | 3    | 6    | 8    | 0.750 | 278    | 316    | 0.879  |
| 4    | Egipto   | 3        | 0        | 3        | 1    | 2    | 9    | 0.222 | 220    | 260    | 0.846  |

| Fecha       | Hora  | Equipo 1 | Res.  | Equipo 2 | Set 1 | Set 2 | Set 3 | Set 4 | Set 5 | Total     | Reporte |
| ----------- | ----- | -------- | ----- | -------- | ----- | ----- | ----- | ----- | ----- | --------- | ------- |
| 14 de julio | 18:00 | Rusia    | 3 – 1 | Bulgaria | 25-15 | 25-13 | 24-26 | 25-13 |       | 99 – 67   | P2 P3   |
| 14 de julio | 21:00 | México   | 3 – 2 | Egipto   | 16-25 | 29-31 | 25-20 | 25-19 | 15-13 | 110 – 108 | P2 P3   |
| 15 de julio | 15:00 | Egipto   | 0 – 3 | Bulgaria | 17-25 | 21-25 | 23-25 |       |       | 61 – 75   | P2 P3   |
| 15 de julio | 20:00 | Rusia    | 3 – 1 | México   | 25-15 | 23-25 | 25-17 | 25-14 |       | 98 – 71   | P2 P3   |
| 16 de julio | 15:00 | Rusia    | 3 – 0 | Egipto   | 25-18 | 25-16 | 25-17 |       |       | 75 – 51   | P2 P3   |
| 16 de julio | 20:00 | México   | 2 – 3 | Bulgaria | 25-27 | 26-24 | 12-25 | 25-19 | 9-15  | 97 – 110  | P2 P3   |

#### Grupo B
- Sede: Arena Córdoba, Córdoba.

|      |                      | Partidos | Partidos | Partidos |      | Sets | Sets | Sets  | Puntos | Puntos | Puntos |
| Pos. | Equipo               | PJ       | PG       | PP       | Pts. | SG   | SP   | Ratio | PG     | PP     | Ratio  |
| ---- | -------------------- | -------- | -------- | -------- | ---- | ---- | ---- | ----- | ------ | ------ | ------ |
| 1    | China                | 3        | 2        | 1        | 7    | 8    | 3    | 2.666 | 252    | 217    | 1.161  |
| 2    | Polonia              | 3        | 2        | 1        | 6    | 8    | 6    | 1.333 | 290    | 284    | 1.021  |
| 3    | República Dominicana | 3        | 2        | 1        | 5    | 6    | 5    | 1.200 | 237    | 226    | 1.048  |
| 4    | Perú                 | 3        | 0        | 3        | 0    | 1    | 9    | 0.111 | 188    | 240    | 0.783  |

| Fecha       | Hora  | Equipo 1             | Res.  | Equipo 2 | Set 1 | Set 2 | Set 3 | Set 4 | Set 5 | Total     | Reporte |
| ----------- | ----- | -------------------- | ----- | -------- | ----- | ----- | ----- | ----- | ----- | --------- | ------- |
| 14 de julio | 13:00 | Perú                 | 0 – 3 | China    | 21-25 | 24-26 | 19-25 |       |       | 64 – 76   | P2 P3   |
| 14 de julio | 15:00 | República Dominicana | 3 – 2 | Polonia  | 20-25 | 25-23 | 20-25 | 25-17 | 16-14 | 106 – 104 | P2 P3   |
| 15 de julio | 13:00 | República Dominicana | 3 – 0 | Perú     | 25-20 | 25-8  | 25-19 |       |       | 75 – 47   | P2 P3   |
| 15 de julio | 18:00 | China                | 2 – 3 | Polonia  | 25-16 | 24-26 | 25-15 | 15-25 | 12-15 | 101 – 97  | P2 P3   |
| 16 de julio | 13:00 | Perú                 | 1 – 3 | Polonia  | 18-25 | 22-25 | 25-14 | 12-25 |       | 77 – 89   | P2 P3   |
| 16 de julio | 18:00 | República Dominicana | 0 – 3 | China    | 19-25 | 20-25 | 17-25 |       |       | 56 – 75   | P2 P3   |

#### Grupo C
- Sede: Arena Veracruz, Boca del Río.

|      |                | Partidos | Partidos | Partidos |      | Sets | Sets | Sets  | Puntos | Puntos | Puntos |
| Pos. | Equipo         | PJ       | PG       | PP       | Pts. | SG   | SP   | Ratio | PG     | PP     | Ratio  |
| ---- | -------------- | -------- | -------- | -------- | ---- | ---- | ---- | ----- | ------ | ------ | ------ |
| 1    | Brasil         | 3        | 3        | 0        | 8    | 9    | 4    | 2.250 | 307    | 243    | 1.263  |
| 2    | Estados Unidos | 3        | 2        | 1        | 5    | 7    | 5    | 1.400 | 251    | 283    | 0.886  |
| 3    | Serbia         | 3        | 1        | 2        | 3    | 6    | 8    | 0.750 | 300    | 291    | 1.030  |
| 4    | Cuba           | 3        | 0        | 3        | 2    | 4    | 9    | 0.444 | 257    | 298    | 0.862  |

| Fecha       | Hora  | Equipo 1 | Res.  | Equipo 2       | Set 1 | Set 2 | Set 3 | Set 4 | Set 5 | Total     | Reporte |
| ----------- | ----- | -------- | ----- | -------------- | ----- | ----- | ----- | ----- | ----- | --------- | ------- |
| 14 de julio | 18:00 | Serbia   | 3 – 2 | Cuba           | 25-13 | 25-17 | 25-27 | 17-25 | 15-11 | 107 – 93  | P2 P3   |
| 14 de julio | 21:00 | Brasil   | 3 – 1 | Estados Unidos | 25-10 | 25-12 | 24-26 | 25-22 |       | 99 – 70   | P2 P3   |
| 15 de julio | 18:00 | Brasil   | 3 – 1 | Serbia         | 25-13 | 25-21 | 23-25 | 25-22 |       | 98 – 81   | P2 P3   |
| 15 de julio | 20:00 | Cuba     | 0 – 3 | Estados Unidos | 29-31 | 20-25 | 23-25 |       |       | 72 – 81   | P2 P3   |
| 16 de julio | 18:00 | Serbia   | 2 – 3 | Estados Unidos | 25-22 | 25-10 | 24-26 | 23-25 | 15-17 | 112 – 100 | P2 P3   |
| 16 de julio | 20:00 | Brasil   | 3 – 2 | Cuba           | 23-25 | 22-25 | 25-9  | 25-20 | 15-13 | 110 – 92  | P2 P3   |

#### Grupo D
- Sede: Arena Veracruz, Boca del Río.

|      |           | Partidos | Partidos | Partidos |      | Sets | Sets | Sets  | Puntos | Puntos | Puntos |
| Pos. | Equipo    | PJ       | PG       | PP       | Pts. | SG   | SP   | Ratio | PG     | PP     | Ratio  |
| ---- | --------- | -------- | -------- | -------- | ---- | ---- | ---- | ----- | ------ | ------ | ------ |
| 1    | Japón     | 3        | 3        | 0        | 8    | 9    | 2    | 4.500 | 258    | 208    | 1.240  |
| 2    | Turquía   | 3        | 2        | 1        | 5    | 8    | 7    | 1.142 | 322    | 314    | 1.025  |
| 3    | Italia    | 3        | 1        | 2        | 4    | 5    | 6    | 0.833 | 233    | 247    | 0.943  |
| 4    | Argentina | 3        | 0        | 3        | 1    | 2    | 9    | 0.222 | 220    | 264    | 0.833  |

| Fecha       | Hora  | Equipo 1 | Res.  | Equipo 2  | Set 1 | Set 2 | Set 3 | Set 4 | Set 5 | Total     | Reporte |
| ----------- | ----- | -------- | ----- | --------- | ----- | ----- | ----- | ----- | ----- | --------- | ------- |
| 14 de julio | 13:00 | Japón    | 3 – 0 | Argentina | 25-11 | 25-13 | 25-22 |       |       | 75 – 46   | P2 P3   |
| 14 de julio | 15:00 | Italia   | 2 – 3 | Turquía   | 25-20 | 21-25 | 25-20 | 16-25 | 12-15 | 99 – 105  | P2 P3   |
| 15 de julio | 13:00 | Turquía  | 3 – 2 | Argentina | 23-25 | 28-26 | 25-19 | 20-25 | 15-13 | 111 – 108 | P2 P3   |
| 15 de julio | 15:00 | Japón    | 3 – 0 | Italia    | 25-17 | 25-15 | 26-24 |       |       | 76 – 56   | P2 P3   |
| 16 de julio | 13:00 | Japón    | 3 – 2 | Turquía   | 22-25 | 20-25 | 25-21 | 25-23 | 15-12 | 107 – 106 | P2 P3   |
| 16 de julio | 15:00 | Italia   | 3 – 0 | Argentina | 28-26 | 25-21 | 25-19 |       |       | 78 – 66   | P2 P3   |

### Segunda ronda
– Clasificados a las Semifinales.      – Clasificados a las Semifinales 5.° al 8.° puesto.      – Clasificados a las Semifinales 9.° al 12.° puesto.      – Clasificados a las Semifinales 13.° al 16.° puesto.

#### Grupo E
- Sede: Arena Córdoba, Córdoba.

|      |         | Partidos | Partidos | Partidos |      | Sets | Sets | Sets  | Puntos | Puntos | Puntos |
| Pos. | Equipo  | PJ       | PG       | PP       | Pts. | SG   | SP   | Ratio | PG     | PP     | Ratio  |
| ---- | ------- | -------- | -------- | -------- | ---- | ---- | ---- | ----- | ------ | ------ | ------ |
| 1    | Rusia   | 3        | 3        | 0        | 9    | 9    | 1    | 9.000 | 238    | 185    | 1.286  |
| 2    | Turquía | 3        | 2        | 1        | 6    | 7    | 5    | 1.400 | 275    | 256    | 1.074  |
| 3    | Polonia | 3        | 1        | 2        | 3    | 4    | 6    | 0.666 | 211    | 219    | 0.963  |
| 4    | Brasil  | 3        | 0        | 3        | 0    | 1    | 9    | 0.111 | 184    | 248    | 0.741  |

| Fecha       | Hora  | Equipo 1 | Res.  | Equipo 2 | Set 1 | Set 2 | Set 3 | Set 4 | Set 5 | Total   | Reporte |
| ----------- | ----- | -------- | ----- | -------- | ----- | ----- | ----- | ----- | ----- | ------- | ------- |
| 18 de julio | 18:00 | Rusia    | 3 – 1 | Turquía  | 25-21 | 25-22 | 13-25 | 25-20 |       | 88 – 88 | P2 P3   |
| 18 de julio | 20:00 | Polonia  | 3 – 0 | Brasil   | 25-14 | 25-18 | 25-23 |       |       | 75 – 55 | P2 P3   |
| 19 de julio | 18:00 | Rusia    | 3 – 0 | Polonia  | 25-20 | 25-15 | 25-14 |       |       | 75 – 49 | P2 P3   |
| 19 de julio | 20:00 | Brasil   | 1 – 3 | Turquía  | 19-25 | 25-23 | 19-25 | 18-25 |       | 81 – 98 | P2 P3   |
| 20 de julio | 18:00 | Polonia  | 1 – 3 | Turquía  | 25-13 | 20-25 | 24-26 | 18-25 |       | 87 – 89 | P2 P3   |
| 20 de julio | 20:00 | Rusia    | 3 – 0 | Brasil   | 25-19 | 25-18 | 25-11 |       |       | 75 – 48 | P2 P3   |

#### Grupo F
- Sede: Arena Córdoba, Córdoba.

|      |                | Partidos | Partidos | Partidos |      | Sets | Sets | Sets  | Puntos | Puntos | Puntos |
| Pos. | Equipo         | PJ       | PG       | PP       | Pts. | SG   | SP   | Ratio | PG     | PP     | Ratio  |
| ---- | -------------- | -------- | -------- | -------- | ---- | ---- | ---- | ----- | ------ | ------ | ------ |
| 1    | China          | 3        | 3        | 0        | 8    | 9    | 3    | 3.000 | 281    | 258    | 1.089  |
| 2    | Japón          | 3        | 2        | 1        | 6    | 7    | 3    | 2.333 | 245    | 206    | 1.189  |
| 3    | Bulgaria       | 3        | 1        | 2        | 2    | 3    | 8    | 0.375 | 203    | 259    | 0.783  |
| 4    | Estados Unidos | 3        | 0        | 3        | 2    | 4    | 9    | 0.444 | 273    | 279    | 0.978  |

| Fecha       | Hora  | Equipo 1 | Res.  | Equipo 2       | Set 1 | Set 2 | Set 3 | Set 4 | Set 5 | Total     | Reporte |
| ----------- | ----- | -------- | ----- | -------------- | ----- | ----- | ----- | ----- | ----- | --------- | ------- |
| 18 de julio | 13:00 | China    | 3 – 2 | Estados Unidos | 23-25 | 30-28 | 25-16 | 10-25 | 15-13 | 103 – 107 | P2 P3   |
| 18 de julio | 15:00 | Bulgaria | 0 – 3 | Japón          | 16-25 | 12-25 | 18-25 |       |       | 46 – 75   | P2 P3   |
| 19 de julio | 13:00 | Japón    | 3 – 0 | Estados Unidos | 25-18 | 25-22 | 25-17 |       |       | 75 – 57   | P2 P3   |
| 19 de julio | 15:00 | China    | 3 – 0 | Bulgaria       | 25-18 | 25-17 | 25-21 |       |       | 75 – 56   | P2 P3   |
| 20 de julio | 13:00 | Bulgaria | 3 – 2 | Estados Unidos | 16-25 | 26-24 | 19-25 | 25-23 | 15-12 | 101 – 109 | P2 P3   |
| 20 de julio | 15:00 | China    | 3 – 1 | Japón          | 25-19 | 30-28 | 23-25 | 25-23 |       | 103 – 95  | P2 P3   |

#### Grupo G
- Sede: Arena Veracruz, Boca del Río.

|      |           | Partidos | Partidos | Partidos |      | Sets | Sets | Sets  | Puntos | Puntos | Puntos |
| Pos. | Equipo    | PJ       | PG       | PP       | Pts. | SG   | SP   | Ratio | PG     | PP     | Ratio  |
| ---- | --------- | -------- | -------- | -------- | ---- | ---- | ---- | ----- | ------ | ------ | ------ |
| 1    | Serbia    | 3        | 3        | 0        | 8    | 9    | 2    | 4.500 | 254    | 214    | 1.186  |
| 2    | Argentina | 3        | 2        | 1        | 7    | 8    | 4    | 2.000 | 278    | 241    | 1.153  |
| 3    | Perú      | 3        | 1        | 2        | 3    | 4    | 7    | 0.571 | 229    | 246    | 0.930  |
| 4    | México    | 3        | 0        | 3        | 0    | 1    | 9    | 0.111 | 187    | 247    | 0.757  |

| Fecha       | Hora  | Equipo 1 | Res.  | Equipo 2  | Set 1 | Set 2 | Set 3 | Set 4 | Set 5 | Total     | Reporte |
| ----------- | ----- | -------- | ----- | --------- | ----- | ----- | ----- | ----- | ----- | --------- | ------- |
| 18 de julio | 18:00 | Perú     | 0 – 3 | Serbia    | 13-25 | 15-25 | 19-25 |       |       | 47 – 75   | P2 P3   |
| 18 de julio | 20:00 | México   | 0 – 3 | Argentina | 19-25 | 18-25 | 15-25 |       |       | 52 – 75   | P2 P3   |
| 19 de julio | 18:00 | Serbia   | 3 – 2 | Argentina | 20-25 | 16-25 | 25-20 | 26-24 | 17-15 | 104 – 109 | P2 P3   |
| 19 de julio | 20:00 | México   | 1 – 3 | Perú      | 21-25 | 25-22 | 17-25 | 14-25 |       | 77 – 97   | P2 P3   |
| 20 de julio | 18:00 | Perú     | 1 – 3 | Argentina | 25-19 | 22-25 | 15-25 | 23-25 |       | 85 – 94   | P2 P3   |
| 20 de julio | 20:00 | México   | 0 – 3 | Serbia    | 21-25 | 20-25 | 17-25 |       |       | 58 – 75   | P2 P3   |

#### Grupo H
- Sede: Arena Veracruz, Boca del Río.

|      |                      | Partidos | Partidos | Partidos |      | Sets | Sets | Sets  | Puntos | Puntos | Puntos |
| Pos. | Equipo               | PJ       | PG       | PP       | Pts. | SG   | SP   | Ratio | PG     | PP     | Ratio  |
| ---- | -------------------- | -------- | -------- | -------- | ---- | ---- | ---- | ----- | ------ | ------ | ------ |
| 1    | Italia               | 3        | 3        | 0        | 9    | 9    | 0    | MAX   | 225    | 149    | 1.510  |
| 2    | República Dominicana | 3        | 2        | 1        | 6    | 6    | 3    | 2.000 | 218    | 172    | 1.267  |
| 3    | Cuba                 | 3        | 1        | 2        | 3    | 3    | 6    | 0.500 | 167    | 206    | 0.810  |
| 4    | Egipto               | 3        | 0        | 3        | 0    | 0    | 9    | 0.000 | 142    | 225    | 0.631  |

| Fecha       | Hora  | Equipo 1             | Res.  | Equipo 2 | Set 1 | Set 2 | Set 3 | Set 4 | Set 5 | Total   | Reporte |
| ----------- | ----- | -------------------- | ----- | -------- | ----- | ----- | ----- | ----- | ----- | ------- | ------- |
| 18 de julio | 13:00 | República Dominicana | 3 – 0 | Cuba     | 25-18 | 25-17 | 25-16 |       |       | 75 – 51 | P2 P3   |
| 18 de julio | 15:00 | Egipto               | 0 – 3 | Italia   | 17-25 | 17-25 | 6-25  |       |       | 40 – 75 | P2 P3   |
| 19 de julio | 13:00 | Italia               | 3 – 0 | Cuba     | 25-15 | 25-11 | 25-15 |       |       | 75 – 41 | P2 P3   |
| 19 de julio | 15:00 | República Dominicana | 3 – 0 | Egipto   | 25-13 | 25-14 | 25-19 |       |       | 75 – 46 | P2 P3   |
| 20 de julio | 13:00 | Egipto               | 0 – 3 | Cuba     | 19-25 | 22-25 | 15-25 |       |       | 56 – 75 | P2 P3   |
| 20 de julio | 15:00 | República Dominicana | 0 – 3 | Italia   | 23-25 | 23-25 | 22-25 |       |       | 68 – 75 | P2 P3   |

### Ronda final

#### Clasificación 13.º al 16.º puesto
- Sede: Arena Veracruz, Boca del Río.

|  | Semifinales 13.º al 16.º puesto | Semifinales 13.º al 16.º puesto |   |        | Partido 13.º y 14.º puesto | Partido 13.º y 14.º puesto |  |
|  |                                 |                                 |   |        |                            |                            |  |
|  |                                 |                                 |   |        |                            |                            |  |
|  | Perú                            | 3                               |   |        |                            |                            |  |
|  | Egipto                          | 0                               |   |        |                            |                            |  |
|  |                                 |                                 |   |        |                            |                            |  |
|  |                                 |                                 |   |        |                            |                            |  |
|  |                                 |                                 |   |        | Perú                       | 2                          |  |
|  |                                 | México                          | 3 |        |                            |                            |  |
|  |                                 |                                 |   |        |                            |                            |  |
|  |                                 |                                 |   |        |                            |                            |  |
|  |                                 |                                 |   |        | Partido 15.º y 16.º puesto |                            |  |
|  |                                 |                                 |   |        |                            |                            |  |
|  | México                          | 3                               |   | Egipto | 0                          |                            |  |
|  | Cuba                            | 1                               |   |        | Cuba                       | 3                          |  |

##### Semifinales 13.º al 16.º puesto
| Fecha       | Hora  | Equipo 1 | Res.  | Equipo 2 | Set 1 | Set 2 | Set 3 | Set 4 | Set 5 | Total   | Reporte |
| ----------- | ----- | -------- | ----- | -------- | ----- | ----- | ----- | ----- | ----- | ------- | ------- |
| 22 de julio | 13:00 | Perú     | 3 – 0 | Egipto   | 25-19 | 25-13 | 25-14 |       |       | 75 – 46 | P2 P3   |
| 22 de julio | 15:00 | Cuba     | 1 – 3 | México   | 21-25 | 19-25 | 25-21 | 16-25 |       | 81 – 96 | P2 P3   |

##### Partido por el 15.º y 16.º puesto
El partido fue adelantado en dos horas respecto de su programación inicial.
| Fecha       | Hora  | Equipo 1 | Res.  | Equipo 2 | Set 1 | Set 2 | Set 3 | Set 4 | Set 5 | Total   | Reporte |
| ----------- | ----- | -------- | ----- | -------- | ----- | ----- | ----- | ----- | ----- | ------- | ------- |
| 23 de julio | 11:00 | Egipto   | 0 – 3 | Cuba     | 23-25 | 22-25 | 21-25 |       |       | 66 – 75 | P2 P3   |

##### Partido por el 13.º y 14.º puesto
El partido fue adelantado en dos horas respecto de su programación inicial.
| Fecha       | Hora  | Equipo 1 | Res.  | Equipo 2 | Set 1 | Set 2 | Set 3 | Set 4 | Set 5 | Total     | Reporte |
| ----------- | ----- | -------- | ----- | -------- | ----- | ----- | ----- | ----- | ----- | --------- | ------- |
| 22 de julio | 13:00 | Perú     | 2 – 3 | México   | 17-25 | 25-22 | 25-17 | 23-25 | 10-15 | 100 – 104 | P2 P3   |

#### Clasificación 9.º al 12.º puesto
- Sede: Arena Veracruz, Boca del Río.

|  | Semifinales 9.º al 12.º puesto | Semifinales 9.º al 12.º puesto |   |           | Partido 9.º y 10.º puesto  | Partido 9.º y 10.º puesto |  |
|  |                                |                                |   |           |                            |                           |  |
|  |                                |                                |   |           |                            |                           |  |
|  | Italia                         | 3                              |   |           |                            |                           |  |
|  | Argentina                      | 0                              |   |           |                            |                           |  |
|  |                                |                                |   |           |                            |                           |  |
|  |                                |                                |   |           |                            |                           |  |
|  |                                |                                |   |           | Italia                     | 3                         |  |
|  |                                | Serbia                         | 0 |           |                            |                           |  |
|  |                                |                                |   |           |                            |                           |  |
|  |                                |                                |   |           |                            |                           |  |
|  |                                |                                |   |           | Partido 11.º y 12.º puesto |                           |  |
|  |                                |                                |   |           |                            |                           |  |
|  | Serbia                         | 3                              |   | Argentina | 0                          |                           |  |
|  | República Dominicana           | 0                              |   |           | República Dominicana       | 3                         |  |

##### Semifinales 9.º al 12.º puesto
| Fecha       | Hora  | Equipo 1 | Res.  | Equipo 2             | Set 1 | Set 2 | Set 3 | Set 4 | Set 5 | Total   | Reporte |
| ----------- | ----- | -------- | ----- | -------------------- | ----- | ----- | ----- | ----- | ----- | ------- | ------- |
| 22 de julio | 18:00 | Italia   | 3 – 0 | Argentina            | 25-21 | 25-17 | 25-20 |       |       | 75 – 58 | P2 P3   |
| 22 de julio | 20:00 | Serbia   | 3 – 0 | República Dominicana | 25-18 | 25-20 | 25-23 |       |       | 75 – 61 | P2 P3   |

##### Partido por el 11.º y 12.º puesto
El partido fue adelantado en tres horas respecto de su programación inicial.
| Fecha       | Hora  | Equipo 1  | Res.  | Equipo 2             | Set 1 | Set 2 | Set 3 | Set 4 | Set 5 | Total   | Reporte |
| ----------- | ----- | --------- | ----- | -------------------- | ----- | ----- | ----- | ----- | ----- | ------- | ------- |
| 23 de julio | 15:00 | Argentina | 0 – 3 | República Dominicana | 20-25 | 17-25 | 19-25 |       |       | 56 – 75 | P2 P3   |

##### Partido por el 9.º y 10.º puesto
El partido fue adelantado en tres horas respecto de su programación inicial.
| Fecha       | Hora  | Equipo 1 | Res.  | Equipo 2 | Set 1 | Set 2 | Set 3 | Set 4 | Set 5 | Total   | Reporte |
| ----------- | ----- | -------- | ----- | -------- | ----- | ----- | ----- | ----- | ----- | ------- | ------- |
| 23 de julio | 17:30 | Italia   | 3 – 0 | Serbia   | 25-20 | 25-19 | 25-15 |       |       | 75 – 54 | P2 P3   |

#### Clasificación 5.º al 8.º puesto
- Sede: Arena Córdoba, Córdoba.

|  | Semifinales 5.º al 8.º puesto | Semifinales 5.º al 8.º puesto |   |                | Partido 5.º y 6.º puesto | Partido 5.º y 6.º puesto |  |
|  |                               |                               |   |                |                          |                          |  |
|  |                               |                               |   |                |                          |                          |  |
|  | Polonia                       | 3                             |   |                |                          |                          |  |
|  | Estados Unidos                | 1                             |   |                |                          |                          |  |
|  |                               |                               |   |                |                          |                          |  |
|  |                               |                               |   |                |                          |                          |  |
|  |                               |                               |   |                | Polonia                  | 1                        |  |
|  |                               | Brasil                        | 3 |                |                          |                          |  |
|  |                               |                               |   |                |                          |                          |  |
|  |                               |                               |   |                |                          |                          |  |
|  |                               |                               |   |                | Partido 7.º y 8.º puesto |                          |  |
|  |                               |                               |   |                |                          |                          |  |
|  | Bulgaria                      | 1                             |   | Estados Unidos | 3                        |                          |  |
|  | Brasil                        | 3                             |   |                | Bulgaria                 | 2                        |  |

##### Semifinales 5.º al 8.º puesto
| Fecha       | Hora  | Equipo 1 | Res.  | Equipo 2       | Set 1 | Set 2 | Set 3 | Set 4 | Set 5 | Total   | Reporte |
| ----------- | ----- | -------- | ----- | -------------- | ----- | ----- | ----- | ----- | ----- | ------- | ------- |
| 22 de julio | 13:00 | Polonia  | 3 – 1 | Estados Unidos | 25-14 | 25-16 | 20-25 | 25-20 |       | 95 – 75 | P2 P3   |
| 22 de julio | 15:00 | Bulgaria | 1 – 3 | Brasil         | 25-22 | 10-25 | 17-25 | 14-25 |       | 66 – 97 | P2 P3   |

##### Partido por el 7.º y 8.º puesto
| Fecha       | Hora  | Equipo 1       | Res.  | Equipo 2 | Set 1 | Set 2 | Set 3 | Set 4 | Set 5 | Total    | Reporte |
| ----------- | ----- | -------------- | ----- | -------- | ----- | ----- | ----- | ----- | ----- | -------- | ------- |
| 23 de julio | 13:00 | Estados Unidos | 3 – 2 | Bulgaria | 25-16 | 19-25 | 19-25 | 25-16 | 15-9  | 103 – 91 | P2 P3   |

##### Partido por el 5.º y 6.º puesto
| Fecha       | Hora  | Equipo 1 | Res.  | Equipo 2 | Set 1 | Set 2 | Set 3 | Set 4 | Set 5 | Total    | Reporte |
| ----------- | ----- | -------- | ----- | -------- | ----- | ----- | ----- | ----- | ----- | -------- | ------- |
| 23 de julio | 15:00 | Polonia  | 1 – 3 | Brasil   | 17-25 | 21-25 | 29-27 | 21-25 |       | 88 – 102 | P2 P3   |

#### Clasificación1.eral 4.º puesto
- Sede: Arena Córdoba, Córdoba.

|  | Semifinales | Semifinales |   |         | Final                     | Final |  |
|  |             |             |   |         |                           |       |  |
|  |             |             |   |         |                           |       |  |
|  | China       | 3           |   |         |                           |       |  |
|  | Turquía     | 0           |   |         |                           |       |  |
|  |             |             |   |         |                           |       |  |
|  |             |             |   |         |                           |       |  |
|  |             |             |   |         | China                     | 3     |  |
|  |             | Rusia       | 0 |         |                           |       |  |
|  |             |             |   |         |                           |       |  |
|  |             |             |   |         |                           |       |  |
|  |             |             |   |         | Partido 3.er y 4.º puesto |       |  |
|  |             |             |   |         |                           |       |  |
|  | Rusia       | 3           |   | Turquía | 2                         |       |  |
|  | Japón       | 2           |   |         | Japón                     | 3     |  |

##### Semifinales
| Fecha       | Hora  | Equipo 1 | Res.  | Equipo 2 | Set 1 | Set 2 | Set 3 | Set 4 | Set 5 | Total     | Reporte |
| ----------- | ----- | -------- | ----- | -------- | ----- | ----- | ----- | ----- | ----- | --------- | ------- |
| 22 de julio | 18:00 | China    | 3 – 0 | Turquía  | 25-20 | 25-21 | 25-17 |       |       | 75 – 58   | P2 P3   |
| 22 de julio | 20:00 | Rusia    | 3 – 2 | Japón    | 32-30 | 25-19 | 23-25 | 23-25 | 15-12 | 118 – 111 | P2 P3   |

##### Partido por el3.ery 4.º puesto
| Fecha       | Hora  | Equipo 1 | Res.  | Equipo 2 | Set 1 | Set 2 | Set 3 | Set 4 | Set 5 | Total     | Reporte |
| ----------- | ----- | -------- | ----- | -------- | ----- | ----- | ----- | ----- | ----- | --------- | ------- |
| 23 de julio | 18:00 | Turquía  | 2 – 3 | Japón    | 25-19 | 20-25 | 25-18 | 20-25 | 12-15 | 102 – 102 | P2 P3   |

##### Final
| Fecha       | Hora  | Equipo 1 | Res.  | Equipo 2 | Set 1 | Set 2 | Set 3 | Set 4 | Set 5 | Total   | Reporte |
| ----------- | ----- | -------- | ----- | -------- | ----- | ----- | ----- | ----- | ----- | ------- | ------- |
| 23 de julio | 20:30 | China    | 3 – 0 | Rusia    | 25-22 | 25-22 | 25-16 |       |       | 75 – 60 | P2 P3   |

## Clasificación final
| Pos.              | Equipo               |
| ----------------- | -------------------- |
| Medalla de oro    | China                |
| Medalla de plata  | Rusia                |
| Medalla de bronce | Japón                |
| 4                 | Turquía              |
| 5                 | Brasil               |
| 6                 | Polonia              |
| 7                 | Estados Unidos       |
| 8                 | Bulgaria             |
| 9                 | Italia               |
| 10                | Serbia               |
| 11                | República Dominicana |
| 12                | Argentina            |
| 13                | México               |
| 14                | Perú                 |
| 15                | Cuba                 |
| 16                | Egipto               |

| China Campeona 3º título |
| Plantel |
| Yang Hanyu, Chen Peiyan, Cai Yaqian (C), Zhang Yuqian, Xie Xing, Guan Ruige, Zang Qianqian, Cai Xiaoqing, Wu Han, Fang Jing, Xu Xiaoting, Liu Jiayuan |
| Entrenador |
| Mang Shen |

## Premios
| - MVP Yang Hanyu - Mejor armadora Tamaki Matsui - Mejores puntas Wu Han Tugba Senoglu | - Mejores centrales Zehra Gunes Yang Hanyu - Mejor opuesto Anna Kotikova - Mejor Líbero Nyeme Victória Alexandre Costa |